# 北仑区
北仑区是中國浙江省宁波市下辖的一个区，陆地区域总面积为599.03平方公里。区人民政府驻新碶街道长江路1166号北仑行政大楼A座。

## 沿革
北仑区原为镇海县的一部分，1985年撤销镇海县编制，所辖区域依甬江划分为镇海区和滨海区。1987年，改滨海区为北仑区。

## 地理
北仑区位于宁波市东部，北隔甬江与镇海区相望，西与鄞州区相连，南隔象山港与象山县相对，东面隔海与舟山市相望。北仑区拥有众多岛屿，其中面积较大的有大榭岛和梅山岛。

## 行政区划
下辖11个街道：
大榭街道、新碶街道、小港街道、大碶街道、霞浦街道、柴桥街道、戚家山街道、春晓街道、梅山街道、白峰街道、郭巨街道和保税区。
北仑区行政区划图如下：

## 人口
根據第七次全国人口普查數據，截至2020年11月1日零時，北侖區常住人口829448人。

## 经济
北仑区拥有中国大陆四大深水良港之一的北仑港。2010年封关运作的梅山保税港区是中国大陆第五个保税港区。依托港口优势，北仑区成为宁波市对外开放程度最高的区域。建立了能源、石化、钢铁、汽车及零配件、造船、造纸六大临港产业。此外还拥有塑机、纺织服装、模具、文具、粮油食品加工、港口物流六大优势产业。
重要企业：
- 台塑集团
- 北仑发电厂
- 宝新不锈钢
- 宁波钢铁
- 海天集团
- 申洲集团
- 贝发集团

## 交通
北仑区交通发达。泰山路自东向西穿过全区。道路命名均以中国境内山河名称命名，东西走向的以山脉名称命名，如泰山路、华山路、嵩山路、恒山路等；南北走向的以河流名称命名，如长江路、甬江路、松花江路等。通途路、江南公路、宁穿路（ 329国道）连接北仑区与宁波市中心。甬台温高速公路从北仑区出发，连接国家高速公路网。连接甬台温高速和北仑港区的大碶疏港公路是宁波市第一条高架路。宁波绕城高速公路经过北仑区，设立小港、丁家山出口和好思房枢纽。穿山疏港高速公路连接穿山港区和绕城高速。梅山大桥和大榭跨海大桥连接梅山岛和大榭岛。跨过梅山岛连接舟山六横岛的宁波穿山-六横疏港公路和甬舟高速公路复线也已进入规划阶段。轨道交通1号线二期也到达北仑区。

## 特产
宁波金柑：中国地理标志产品。